# 21B busz (Győr)
A győri 21B jelzésű autóbusz a Révai Miklós utca és a Ménfőcsanak, Győri út, körforgalom megállóhelyek között közlekedik a Győzelem utca érintésével. A vonalat a Volánbusz üzemelteti.

## Közlekedése
Csak munkanapokon közlekedik, a délutáni csúcsidőben. A reggeli csúcsidőben és délután néhány alkalommal 21-es jelzéssel, a Győzelem utca érintése nélkül közlekedik.

## Útvonala
| Ménfőcsanak, Győri út, körforgalom felé | Révai Miklós utca felé |
| --- | --- |
| Révai Miklós utca – Révai Miklós utca – Városház tér – Szent István út – Baross Gábor híd – Baross Gábor út – Wesselényi utca – Bartók Béla út – Szigethy Attila út – Bakonyi út – Mécs László utca – – Királyszék út – Győri út – Győzelem utca – Ménfőcsanak, Győzelem utca, Újkút utca – Győzelem utca – Győri út – Ménfőcsanak, Győri út, körforgalom | Ménfőcsanak, Győri út, körforgalom – Győri út – Koroncói út – Ormos utca – Új élet út – – Mécs László utca – Bakonyi út – Szigethy Attila út – Bartók Béla út – Hunyadi utca – Baross Gábor híd – Szent István út – Gárdonyi Géza utca – Révai Miklós utca – Révai Miklós utca |

## Megállóhelyei
Az átszállási kapcsolatok között a 21-es, 22-es, 22A, 22B és 22Y buszok nincsenek feltüntetve.
| 21B (Révai Miklós utca – Ménfőcsanak, Győri út, körforgalom) | 21B (Révai Miklós utca – Ménfőcsanak, Győri út, körforgalom) | 21B (Révai Miklós utca – Ménfőcsanak, Győri út, körforgalom)       | 21B (Révai Miklós utca – Ménfőcsanak, Győri út, körforgalom) | 21B (Révai Miklós utca – Ménfőcsanak, Győri út, körforgalom) | 21B (Révai Miklós utca – Ménfőcsanak, Győri út, körforgalom) | 21B (Révai Miklós utca – Ménfőcsanak, Győri út, körforgalom) | 21B (Révai Miklós utca – Ménfőcsanak, Győri út, körforgalom) |
| Perc (↓)                                                     | Perc (↓)                                                     | Megállóhely                                                        | Perc (↑)                                                     | Perc (↑)                                                     | Átszállási kapcsolatok | Fontosabb létesítmények |                                                              |
| ------------------------------------------------------------ | ------------------------------------------------------------ | ------------------------------------------------------------------ | ------------------------------------------------------------ | ------------------------------------------------------------ | --- | --- | ------------------------------------------------------------ |
| 0                                                            | 0                                                            | Révai Miklós utca végállomás                                       | 32                                                           | 27                                                           | 1, 1A, 2, 2B, 5, 5B, 5R, 6, 7, 8, 8B, 9, 9A, 11, 12, 12A, 14, 14B, 15, 15A, 17, 17B, 19, 19A, 29, 30, 30A, 30B, 30Y, 31, 31A, 37, 38, 38A, 42, CITY Távolsági járatok S10 G10 , IC, InterRégió, EC, EN, ER, gyorsvonat, expresszvonat, | Győr Helyi autóbusz-állomás, Bisinger József park, Posta, Városháza, Kormányablak |                                                              |
| ∫                                                            | ∫                                                            | Gárdonyi Géza utca                                                 | 31                                                           | 26                                                           | 6, 7, 8, 8B, 10, 11, 11Y, 12, 12A, 14, 14B, 15, 15A, 30, 30A, 30B, 30Y, 31, 31A, 42, CITY | Győr-Moson-Sopron Vármegyei Kereskedelmi és Iparkamara, GYSZSZC Deák Ferenc Közgazdasági Szakgimnáziuma, Révai Parkolóház, Bisinger József park |                                                              |
| 1                                                            | 1                                                            | Városháza (↓) Baross Gábor híd, belvárosi hídfő (↑) Városközpont   | 29                                                           | 25                                                           | 1, 1A, 2, 2B, 5, 5B, 5R, 6, 7, 8, 8B, 9, 9A, 11, 12, 12A, 14, 14B, 15, 15A, 17, 17B, 19, 19A, 29, 30, 30A, 30B, 30Y, 31, 31A, 37, 38, 38A, 42, CITY Távolsági járatok S10 G10 , IC, InterRégió, EC, EN, ER, gyorsvonat, expresszvonat, | Győr Városháza, 2-es posta, Honvéd liget, Révai Miklós Gimnázium, Földhivatal, Megyeháza, Győri Törvényszék, Büntetés-végrehajtási Intézet, Richter János Hangverseny- és Konferenciaterem, Vízügyi Igazgatóság, Zenés szökőkút, Bisinger József park, Kormányablak |                                                              |
| ∫                                                            | ∫                                                            | Bartók Béla út, Kristály étterem                                   | 27                                                           | 23                                                           | 1, 1A, 2, 2B, 5, 5B, 5R, 6, 7, 9, 9A, 19, 19A, 37, 38, 38A | Helyközi autóbusz-állomás, Munkaügyi központ, ÉNYKK Zrt. forgalmi iroda, Leier City Center |                                                              |
| 3                                                            | 3                                                            | Roosevelt utca (Bartók-emlékmű)                                    | 26                                                           | 22                                                           | 5, 5B, 5R, 6, 7, 9, 9A, 17, 17B, 19, 19A, 38, 38A | Gárdonyi Géza Általános Iskola, Attila utcai Óvoda |                                                              |
| 4                                                            | 4                                                            | Bartók Béla út, vásárcsarnok                                       | 25                                                           | 21                                                           | 5, 5B, 5R, 6, 7, 9, 9A, 17, 17B, 19, 19A, 38, 38A | Vásárcsarnok, Dr. Kovács Pál Könyvtár, Vármegyei Rendőr-főkapitányság, Mosolyvár Óvoda |                                                              |
| 7                                                            | 7                                                            | Szigethy Attila út, Eőrsy Péter utca                               | 23                                                           | 19                                                           | 1, 1A | Jósika utcai Bölcsőde, GYMSZC Gábor László Építőipari Szakközépiskolája |                                                              |
| 8                                                            | 8                                                            | Nádor tér                                                          | ∫                                                            | ∫                                                            | 1, 1A | GYMSZC Gábor László Építőipari Szakközépiskolája |                                                              |
| 9                                                            | 10                                                           | Bakonyi út, Orgona utca (Korábban: Gerence út, Orgona utca)        | 21                                                           | 18                                                           | | Marcalvárosi víztorony, Nemzeti Adó- és Vámhivatal, GYŐR-SZOL |                                                              |
| 10                                                           | 11                                                           | Bakonyi út, marcalvárosi aluljáró (Korábban: Gerence út, aluljáró) | 19                                                           | 17                                                           | 11, 11Y, 14, 14B, 23, 23A, 24, 25, 26, 28, 42 | |                                                              |
| ∫                                                            | ∫                                                            | Bakonyi út, Gerence út (Korábban: Gerence út, PÁGISZ ÁMK)          | 17                                                           | 16                                                           | 11, 11Y, 14, 14B, 23, 23A, 24, 25, 26, 28, 42 | Győri Műszaki Szakképzési Centrum Pattantyús-Ábrahám Géza Ipari Szakgimnáziuma és Szakközépiskolája |                                                              |
| 12                                                           | 13                                                           | Marcalváros, Kovács Margit utca                                    | 15                                                           | 15                                                           | 1, 1A, 11, 11Y, 14, 14B, 23, 23A, 24, 25, 26, 28, 42 | LIDL, TESCO, GYSZSZC Krúdy Gyula Gimnáziuma, Két Tanítási Nyelvű Középiskolája, Turisztikai és Vendéglátóipari Szakképző Iskolája, Arany János Általános Iskola |                                                              |
| 13                                                           | 14                                                           | Katód utca                                                         | 14                                                           | 14                                                           | 1 | Apor Vilmos Katolikus Iskolaközpont |                                                              |
| 15                                                           | 17                                                           | Győrújbaráti elágazás (Korábban: Pápai úti vámház)                 | 13                                                           | 13                                                           | 1, 20Y, 32, 34, 36, 37 | MÖBELIX, ALDI, Family Center |                                                              |
| 17                                                           | 19                                                           | 83-as út, TESCO áruház                                             | 11                                                           | 11                                                           | 1, 20Y, 32, 34, 36, 37 | TESCO Hipermarket, Family Center, KIKA, ALDI |                                                              |
| 18                                                           | 20                                                           | Decathlon áruház                                                   | ∫                                                            | ∫                                                            | 1, 20Y, 34, 36, 37 | Decathlon Áruház, Reál Élelmiszer |                                                              |
| ∫                                                            | ∫                                                            | 83-as út, gyirmóti elágazás                                        | 7                                                            | 7                                                            | 20Y | |                                                              |
| 19                                                           | 21                                                           | Ménfőcsanak, Királyszék út                                         | ∫                                                            | ∫                                                            | 1, 20Y, 32, 34, 36, 37 | Ménfőcsanak felső |                                                              |
| ∫                                                            | ∫                                                            | 83-as út, horgásztó                                                | 6                                                            | 6                                                            | 20Y | Ménfői úti focipálya, Horgásztavak |                                                              |
| 21                                                           | 23                                                           | Ménfőcsanak, malom                                                 | ∫                                                            | ∫                                                            | 32, 34, 36 | |                                                              |
| ∫                                                            | ∫                                                            | Új élet út                                                         | 4                                                            | 4                                                            | 20Y | |                                                              |
| 23                                                           | 25                                                           | Győzelem utca, iskola                                              | ∫                                                            | ∫                                                            | | Petőfi Sándor Általános Iskola, Ménfőcsanaki Művelődési Ház, Bezerédj-kápolna, a Dr. Kovács Pál Könyvtár és Közösségi Tér ménfőcsanaki fiókkönyvtára, Ménfőcsanaki Bölcsőde, Bezerédi úti focipálya, Győzelem utcai óvoda, Posta, Bezerédj park                     |                                                              |
| 24                                                           | 26                                                           | Csanakhegyi út                                                     | ∫                                                            | ∫                                                            | | |                                                              |
| 25                                                           | 27                                                           | Győzelem utca 94.                                                  | ∫                                                            | ∫                                                            | | |                                                              |
| 26                                                           | 28                                                           | Ménfőcsanak, Győzelem utca, Újkút utca                             | ∫                                                            | ∫                                                            | | |                                                              |
| 27                                                           | 29                                                           | Győzelem utca 94.                                                  | ∫                                                            | ∫                                                            | | |                                                              |
| 28                                                           | 30                                                           | Csanakhegyi út                                                     | ∫                                                            | ∫                                                            | | |                                                              |
| 29                                                           | 31                                                           | Győzelem utca, iskola                                              | ∫                                                            | ∫                                                            | | Petőfi Sándor Általános Iskola, Ménfőcsanaki Művelődési Ház, Bezerédj-kápolna, a Dr. Kovács Pál Könyvtár és Közösségi Tér ménfőcsanaki fiókkönyvtára, Ménfőcsanaki Bölcsőde, Bezerédi úti focipálya, Győzelem utcai óvoda, Posta, Bezerédj park                     |                                                              |
| 30                                                           | 32                                                           | Győri út, iskola                                                   | ∫                                                            | ∫                                                            | 34, 36 | Petőfi Sándor Általános Iskola, Ménfőcsanaki Művelődési Ház, Bezerédj-kápolna, a Dr. Kovács Pál Könyvtár és Közösségi Tér ménfőcsanaki fiókkönyvtára, Ménfőcsanaki Bölcsőde, Bezerédi úti focipálya, Győzelem utcai óvoda, Posta, Bezerédj park                     |                                                              |
| ∫                                                            | ∫                                                            | Ormos utca                                                         | 3                                                            | 3                                                            | 20Y | |                                                              |
| ∫                                                            | ∫                                                            | Ménfőcsanak, vasúti megállóhely                                    | 2                                                            | 2                                                            | 20Y, 36 | Ménfőcsanak |                                                              |
| 31                                                           | 34                                                           | Ménfőcsanak, vendéglő                                              | 1                                                            | 1                                                            | 20Y, 34 | Nagyboldogasszony templom, Evangélikus templom |                                                              |
| 32                                                           | 35                                                           | Ménfőcsanak, Győri út, körforgalom végállomás                      | 0                                                            | 0                                                            | 20Y, 34 | Evangélikus templom |                                                              |

1. 1 2  Csúcsidőszakon kívül a menetidő rövidebb. Egyes járatok kiemelt csúcsidei menetidővel közlekednek.